# GMLRS

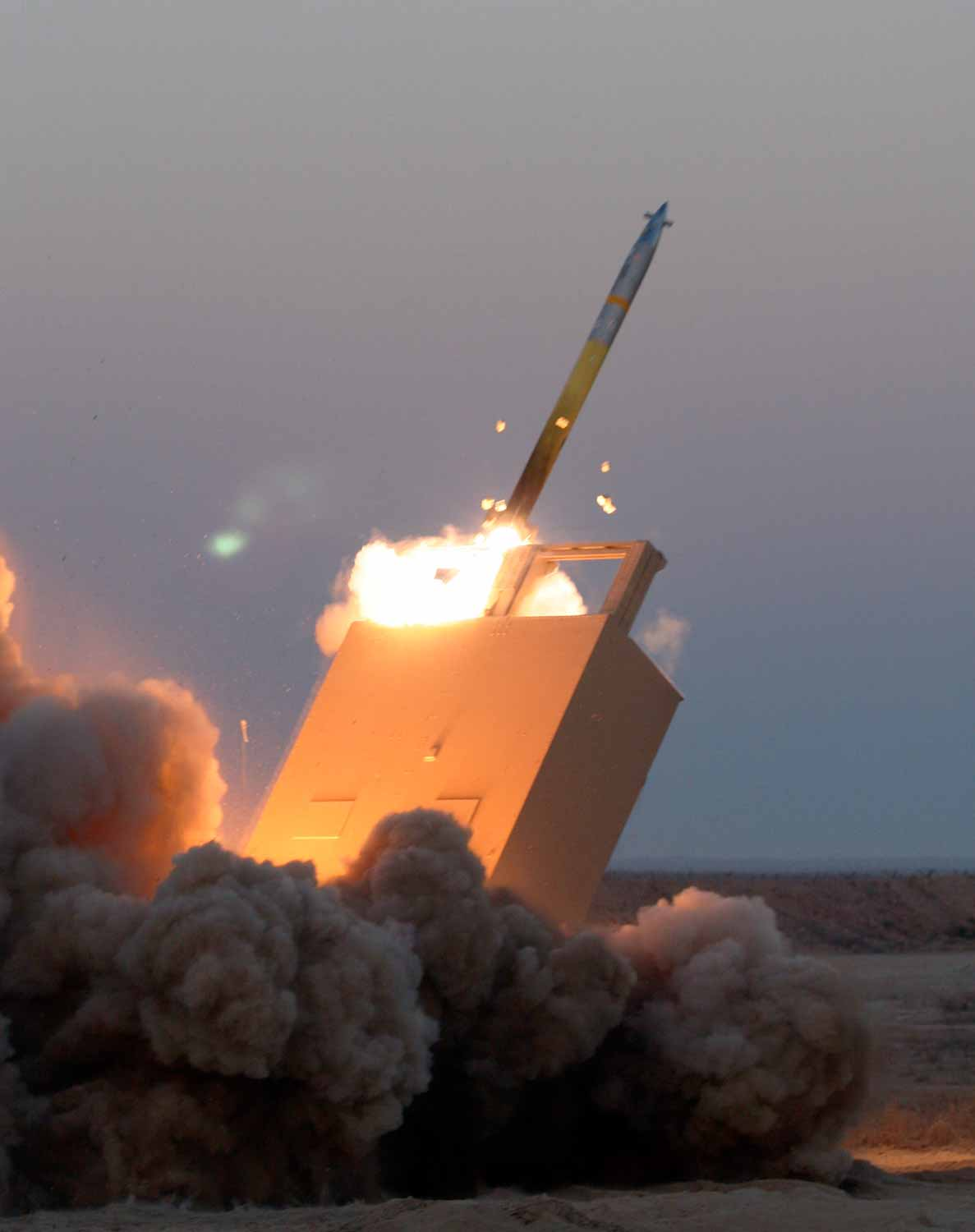
Запуск GMLRS с пусковой установки M270.

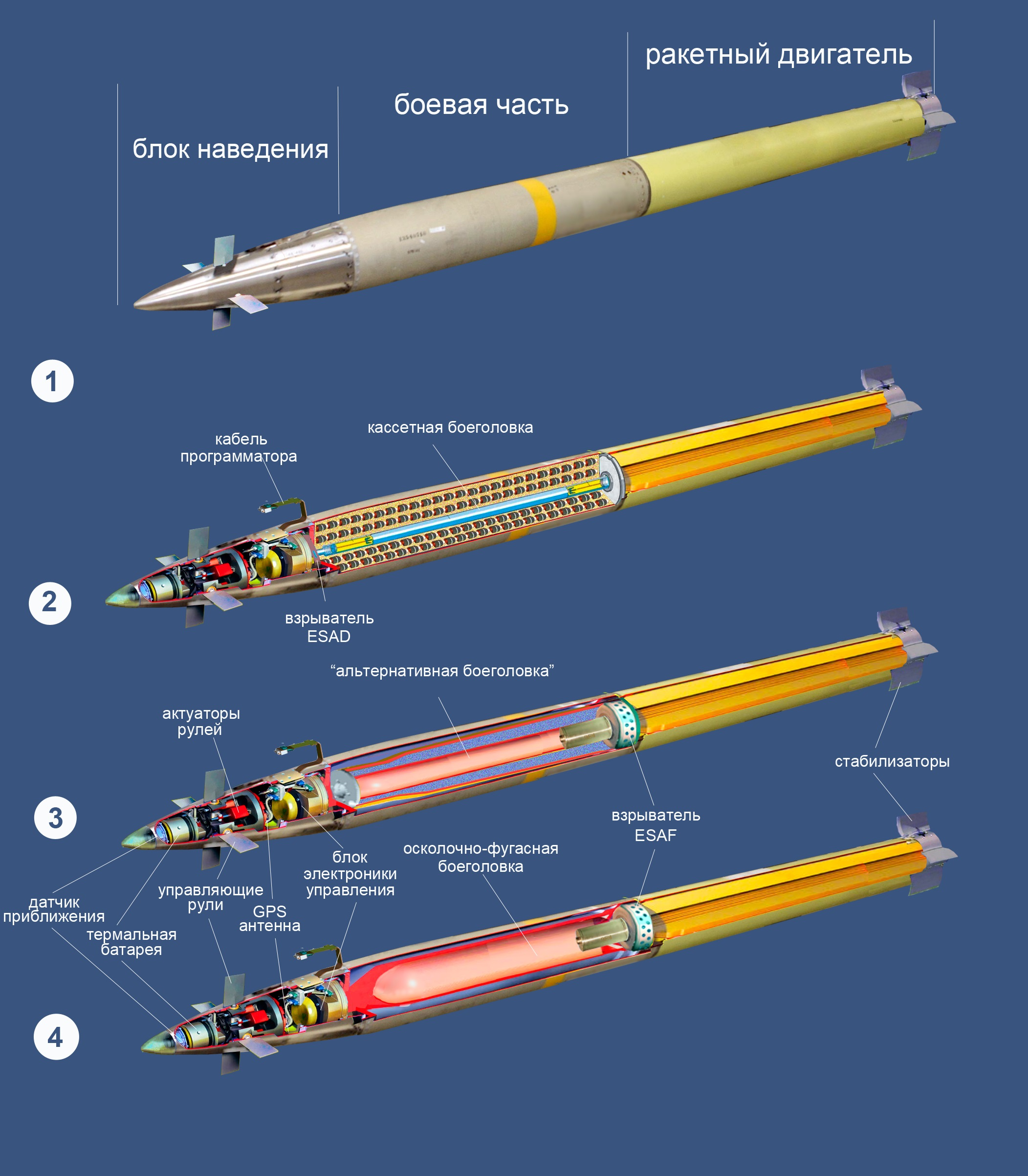
Внешний вид и устройство ракет GMLRS.
1. Внешний вид; 2. Устройство ракет с кассетной боеголовкой (М30. Снята с производства и вооружения); 3. Устройство ракет с «альтернативной боеголовкой» (М30А1, М30А2); 4. Устройство ракет с осколочно-фугасной боеголовкой (М31 и её модификации)

GMLRS (англ: Guided Multiple Launch Rocket System) — семейство управляемых реактивных снарядов калибра 227 мм. Применяется в реактивных системах залпового огня M270 MLRS и M142 HIMARS. Разработчик и производитель — Lockheed Martin.

## История разработки
В 1994 году Центр исследований и разработки ракетной техники армии США (англ. U.S. Army Missile Command Research, Development and Engineering Center - MRDEC) начал исследовательскую программу демонстрации передовой технологии управляемой реактивной системы залпового огня (Guided Multiple Launch Rocket System Advanced Technology Demonstration - GMLRS ATD). Задачей программы было исследование возможности создания дешевого блока управления для ракеты реактивной системы залпового огня М26 и уменьшения потребного количества ракет в залпе (до 6 раз при стрельбе на большую дальность). Целью программы было достичь точности в две тысячных при использовании инерциальной системы управления (ИНС) и КВО 10 м при использовании GPS коррекции. Также ставились цели получить стоимость блока системы управления не выше 12 тыс. долларов, отсутствие необходимости технического обслуживания ракеты и срок ее годности 15 лет.
С целью уменьшения переделок ракеты РСЗО была разработана система управления, расположенная в носовой части ракеты. В систему управления входит блок носовых рулей с электро-механическим приводом, дешевый блок ИНС и бортовой компьютер. Работы по проектированию, изготовлению и испытанию блока управления проходили в MRDEC. Батарея питания, блок ИНС и приемник GPS в уже готовом виде приобретались и тестировались MRDEC. Бортовой компьютер и все программное обеспечение были разработаны MRDEC самостоятельно. Антенны системы GPS были разработаны и изготовлены в Армейской исследовательской лаборатории. Рули для системы управления, подпружиненное раскрываемое хвостовое оперение, блок телеметрии, корпус ракеты и проводка были разработаны и изготовлены фирмой Lockheed Martin.

## Общая информация
Программа GMLRS была инициирована в 1994 году армией США. Первый полностью управляемый испытательный запуск реактивного снаряда XM30 произошел в мае 1998 года. В конце 1998 г. программа GMLRS вступила в четырёхлетнюю фазу SDD (англ: Systems Development and Demonstration — разработка и демонстрация систем). Окончательные производственные квалификационные испытания были успешно завершены в декабре 2002 года, а эксплуатационные испытания — в декабре 2004 года.
GMLRS — это реактивный снаряд с совершенно новой конструкцией с гораздо большей дальностью пуска, чем у базового ракетного снаряда M26, но того же типоразмера. Бо́льшая дальность полёта была достигнута за счёт уменьшения веса и длины головной части (около 120 кг и 1,686 м у GMLRS против 154 кг и 1,960 м у М26), вследствие чего стало возможным удлинить двигатель с 1,977 м до 2,251 м, не увеличивая длину ракеты. Как следствие, увеличилось время работы двигателя и, соответственно, дальность полёта. Чтобы обеспечить точность системы на больших дальностях, в носовой части размещён блок управления GPS / INS. Семейство реактивных снарядов GMLRS состоит из двух моделей — М30, предназначенной для поражения незащищённых и легкобронированных целей в случае, когда нет точных данных об их координатах, и М31, предназначенной для точного поражения неподвижных целей по предварительно разведанным координатам. Каждая модель имеет модификации. Для М30 это — М30А1 и М30А2, для М31 — М31А1 и М31А2.
По состоянию на октябрь 2022 года произведено более 60 000 ракет GMLRS.

### Стоимость
Согласно информации из проекта бюджета Министерства Обороны США на 2023 год, средняя стоимость реактивных снарядов GMLRS, произведенных до 2021 года, составляла $128 503 за штуку, произведённых в 2021 году — $152 709, планируемая стоимость ракет в 2023 году — $167 956.

## Техническое описание
Ракета GMLRS имеет такие же размеры, как и реактивный снаряд М26: калибр — 227 мм, длина — 3937 мм. Вес — 302 кг. Поставляется с завода в стандартных транспортно-пусковых контейнерах (ТПК), по шесть ракет в каждом. Переснаряжение ТПК вне заводских условий не производится.
Скорость ракеты — 2,5 Маха.
Ракета состоит из головной части, в которой находится боевая часть (БЧ), а также блок наведения, предназначенный для обеспечения точного поражения цели, и ракетного двигателя, предназначенного для доставки БЧ к цели.

### Боевая часть
БЧ кассетная у ракеты М30, шрапнельного типа у её модификаций ("альтернативная боеголовка") , и осколочно-фугасная у ракеты М31 ("унитарная боеголовка"). Взрыватель ESAD для БЧ ракеты М30, и ESAF — для ракеты М31 во всех модификациях и ракет М30А1,М30А2. Радиус поражения осколочно-фугасной боеголовки - около 150 метров.

### Блок наведения
Ракета управляется в полёте четырьмя рулями, расположенными в носовой части. Рули приводятся в движение электроприводами (актуаторами), команды на которые поступают от блока управления, состоящего из разработанного компанией Honeywell комплекта наведения, в состав которого входит инерциальный измерительный блок (англ:Inertial Measurement Unit (IMU)) Honeywell HG1700 (включающий в себя три гелий-неоновых кольцевых лазерных гироскопа Honeywell GG1308, три кварцевых акселерометра Honeywell RBA-500, а также встроенный блок питания), 24х- канальный GPS-приемник NavStrikeTM производства BAE Systems на базе Rockwell Collins SAASM, с погрешностью определения местоположения в радиусе 2 — 3 метра, и бортовой компьютер на процессоре Motorola MPC8260 с блоком питания производства Honeywell. Блок наведения в полёте получает электропитание от литий-ионной термальной батареи, расположенной в носовой части ракеты. До пуска ракеты электролит в батарее находится в твёрдом состоянии. При пуске электролит плавится при помощи пиропатрона, и батарея начинает вырабатывать электричество. Перед батареей в носовой части ракеты находится датчик приближения, информацию с которого получает взрыватель ESAF в случае, если подрыв боеголовки запрограммирован в воздухе над целью.

### Ракетный двигатель
Твердотопливный, производства Northrop Grumman. У модификаций М30А2 и М31А2 двигатель имеет композитный корпус, а в качестве топлива в рамках концепции «нечувствительных боеприпасов» применён алюминизированный полибутадиен с концевыми гидроксильными группами (англ. Hydroxyl-terminated polybutadiene, HTPB)

### Надёжность
Конференция по оценке надежности GMLRS 28 мая 2019 г. оценила надёжность ракет с кассетной боеголовкой в 89%, ракет с альтернативной боеголовкой - 99%, и ракет с унитарной (осколочно-фугасной) боеголовкой - 93%

## Разновидности

### M30
Имеет кассетную боевую часть, содержащую 404 кумулятивно-осколочных боевых элемента M101, упакованных в гнёзда цилиндрических полиуретановых блоков внутри тонкостенного алюминиевого корпуса. Головной взрыватель — GMLRS ESAD. Доля неразорвавшихся боеприпасов (НРБ) по результатам проведённых в ноябре 2006 г. производственных квалификационных испытаний реактивных снарядов M30 и суббоеприпасов M101, составила 6,5 %, а доля неразорвавшихся суббоеприпасов в среднем составила 1,5 %.
Минимальная эффективная дальность действия РС M30 составляет около 10 км. Максимальная — около 60 км..
Фактические поставки в войска начались в 2004 г. Производство было прекращено в середине 2009 года в ответ на решение Министерства обороны США от июня 2008 г. в отношении кассетных боеприпасов и непреднамеренного вреда мирному населению. С 2019 года применение реактивных снарядов M30 запрещено.
Кроме базового снаряда М30 существуют две его модификации: M30A1 и M30A2

#### M30A1
Вместо кассетной боеголовки применена альтернативная боеголовка. Её боевая часть снаряжается по технологии LEO (Lethality Enhanced Ordnance) от компании Orbital ATK (впоследствии — Northrop Grumman Innovation Systems). Для снаряжения боевой части используется взрывчатое вещество PBXN-110 (88 % массы составляет октоген. Остальное — полимерное связующее, пластификатор, и стабилизатор. Скорость детонации — 8330 м/с), Вокруг заряда взрывчатого вещества уложено около 180 тысяч шариков из карбида вольфрама для поражения площади без неразорвавшихся боеприпасов. Дальность применения — от 15 до 84 км. Круговое вероятное отклонение — 7 метров. Производится с 2015 года. Реактивный снаряд M30A1 на девяносто процентов унифицирован с снарядом M31.

#### M30A2
Отличается от M30A1 ракетным двигателем, в котором применены технологии нечувствительных боеприпасов. Производится с 2019 года

### M31

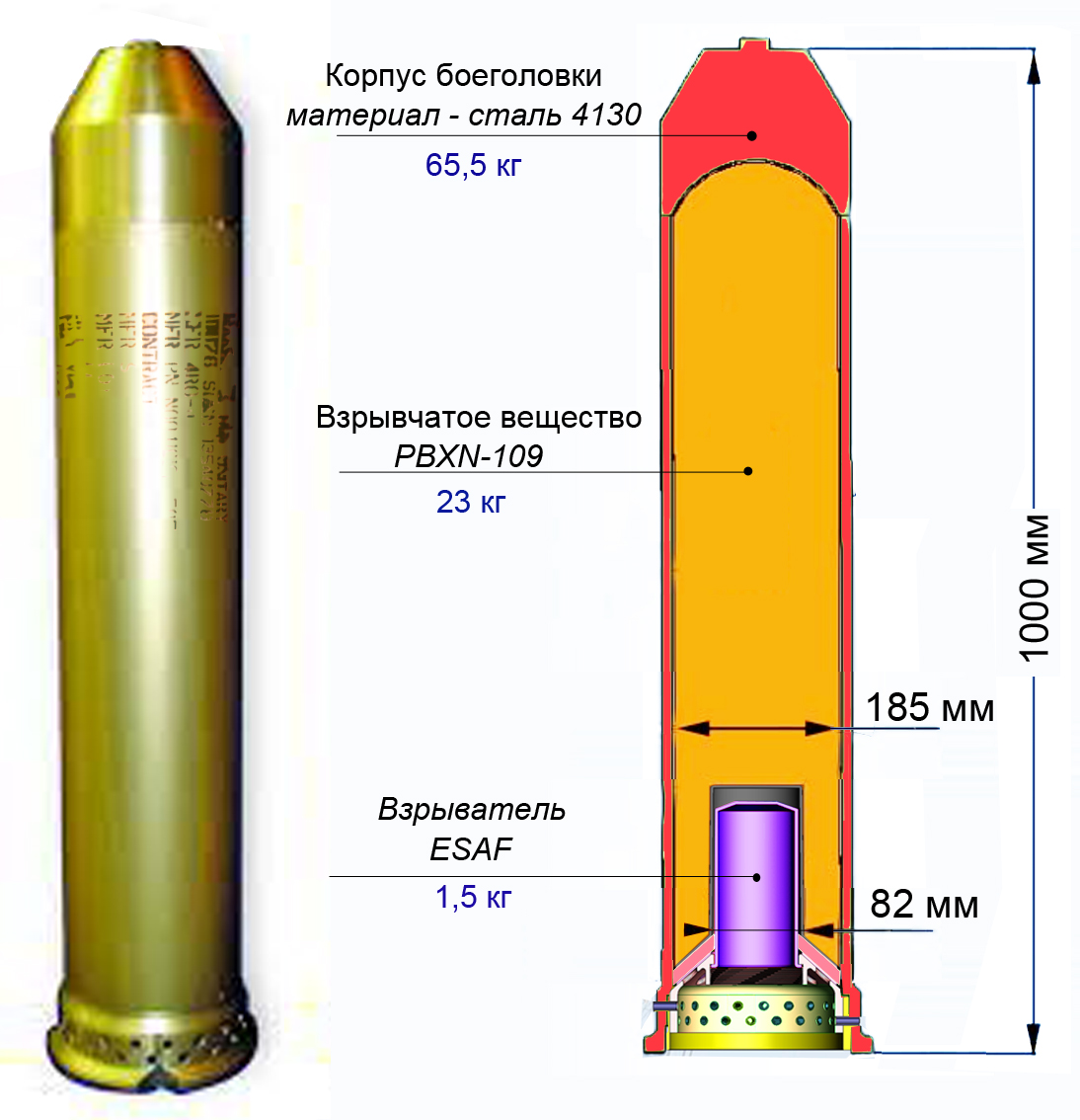
Внешний вид и устройство унитарной-осколочно-фугасной боеголовки ракеты GMLRS.

Реактивный снаряд M31 — производная от M30 с унитарной осколочно-фугасной боевой частью массой 90 кг (из них 1,5 кг — взрыватель, и 23 кг — взрывчатое вещество PBXN-109, состоящее из 64 % гексогена, 20 % алюминиевой пудры, связующего, пластификатора и стабилизатора, и имеющее скорость детонации 7600 м/с) для использования в городской и гористой местности. Применён новый взрыватель ESAF, который имеет три режима срабатывания: приближение, удар, и с задержкой после удара. Дальность применения РС — от 15 до 84 км. Круговое вероятное отклонение — 7 метров.
Lockheed Martin заключила контракт SDD на 86 ракет унитарного варианта в октябре 2003 г. В мае 2005 г. были поставлены первые ракеты. В августе 2005 г. — начались полевые испытания в Ираке
Реактивный снаряд М31 имеет две модификации: M31A1 и M31A2

#### M31A1
Усовершенствованная версия M31.

#### M31A2
Отличается от M31A1 ракетным двигателем, в котором применены технологии нечувствительных боеприпасов. Производится с 2020 года

### GMLRS+
Версия GMLRS с полуактивной лазерной головкой наведения. Испытывалась в 2010—2011 годах. В серию не пошла.

### ER GMLRS
Версия GMLRS с увеличенной до 150 км дальностью. Калибр ракеты увеличен с 9 дюймов (227 мм) до 10 дюймов (254 мм), но при этом шесть ракет ER GMLRS по прежнему размещаются транспортно-пусковом контейнере стандартных для M270 MLRS и M142 HIMARS габаритов. Также управление производится не носовыми, а хвостовыми рулями, что значительно снижает лобовое сопротивление и повышает маневренность.
Первый испытательный полёт произведён в марте 2021 года на дальность 80 км. В начале октября 2022 года был произведен испытательный пуск ракеты ER GMLRS с пусковой установки M142 HIMARS на дальность 59 км.